# Ulbo
Ulbo (in croato Olib) è un'isola della Croazia situata tra Selve e Pago.
Amministrativamente appartiene alla città di Zara, nella regione zaratina e fa parte delle Isole Liburniche meridionali.

## Geografia fisica
Ulbo è situata nella parte centrale dell'arcipelago delle isole Liburniche meridionali; è bagnata a ovest dal canale di Ulbo (Olipski kanal) che la separa da Selve, a nord dal canale del Quarnarolo (Kvarnerička vrata), a est dal canale di Puschina (Pohlipski kanal) e a sud dal mare di Puntadura (Virsko more). L'isola dista 11,5 km da Pago e 1,77 km da Selve. Nel punto più ravvicinato, punta Jurisnizza (rt Jurišnica) lungo la costa dalmata, dista dalla terraferma 23,1 km.
Ulbo è un'isola dalla forma allungata e irregolare, orientata in direzione nord-sud e con una parte centrale più stretta. Misura 9,1 km di lunghezza da punta Garmina a punta Zubinin e 9,5 km da punta Sib a punta Plocce, e 6,5 km di larghezza massima nella parte meridionale da punta Tale a rt Kvoško. Ha una superficie di 26,142 km² e uno sviluppo costiero di 33,340 km. Al centro della parte meridionale, sul monte Calla (Kalac), raggiunge un'elevazione massima di 73,5 m s.l.m..
Le estremità dell'isola sono: punta Garmina (rt Garmina) a nord, rt Kvoško a est, punta Zubinin (rt Zubinin) a sud e punta (rt Tale) o capo Tale a ovest.

### Coste
Le coste di Ulbo sono prevalentemente basse, tranne nella zona di Vele Stene (a nordest di punta Tale) dove le scogliere raggiungono i 2–3 m. Il coefficiente d'indentazione è di 1,84 che si traduce in una costa particolarmente indentata sul versante sudoccidentale, dove si susseguono numerose piccole rientranze protette, mentre insenature più ampie si aprono sia a est che ad ovest della parte centrale e a nord e nordest.

La fascia costiera è soggetta a erosione anche se il suo impatto non è particolarmente accentuato, come si può verificare dalla bassa quantità di sedimenti clastici osservabili. La costa è soggetta anche a biocorrosione, soprattutto nelle zone tidali e intertidali.
Tra i promontori, oltre alle già citate estremità, sono degni di nota:
- punta Sib[23] o punta Syb[6] (rt Šip)[11], nella parte nordoccidentale di Ulbo, di fronte alla quale si trova l'isolotto omonimo;
- punta Arat[6][23] (Arat)[11], punta situata lungo la costa nordorientale di Ulbo;
- rt Slanac[11], punta situata lungo la costa orientale a sud di punta Arat;
- punta Plocce[23], punta Lastra[29] o punta Ploce[6] (rt Ploče)[11], nella parte meridionale di Ulbo, a est di punta Zubinin;
- punta Abinja[23] o punta Abigna[30] (rt Obinj([11], punta situata lungo la costa occidentale di Ulbo, a sud di punta Sib;

Le insenature principali sono invece:
- porto Ulbo[23] o porto di Ulbo[31] (luka Olib)[11], insenatura nella parte centro-occidentale dell'isola su cui si affaccia il villaggio di Ulbo;
- porto di San Nicolò[6][23][32] o valle San Nicolò[26] (luka Sveti Nikola)[11], insenatura nella parte sudoccidentale dell'isola;
- valle Salsa[23] o valle Slatina[33] (uvala Južna Slatina)[11], insenatura a sudest di porto San Nicolò, nella parte meridionale di Ulbo;
- valle Slatinizza[23][34] (uvala Slatinica)[11], insenatura nella parte centro-occidentale di Ulbo;
- valle Slatina[23] o valle Slatina di Levante[34] (uvala Slatina)[11], insenatura poco a nord della precedente e di rt Slanac;
- valle Fucinska[6] (Fučinska uvala), piccola insenatura a nord di punta Arat, nei pressi della quale si trova lo scoglio Fucin.

### Geologia e orografia
Ulbo appartiene all'unità tettonica delle isole zaratine. A strutture verticali si alternano pieghe anticlinali che hanno come risultato numerose faglie lungo tutta l'isola, tra le quali una faglia inversa particolarmente pronunciata nella parte centrale. Gli strati sono mediamente inclinati tra i 10° e i 35°, e solo a nord di valle Slatina raggiungono i 60°. Al centro della parte meridionale gli strati sono invece orizzontali. Altra caratteristica interessante di Ulbo è che, seppur fisicamente orientata in direzione nord-sud, le sue strutture geologiche sono orientate in direzione dinarica (nordovest-sudest).

L'isola fa parte della piattaforma carbonatica adriatica. È composta da calcari del Cretacico superiore, dolomiti del Cenomaniano-Turoniano, calcari con presenza di rudiste del Turoniano-Senoniano e in piccola parte, su una linea che unisce l'insenatura di Draga nel nord a valle Slatina a nordest e sulla costa dall'insenatura Šibenska uvala a punta Arat, da calcari con presenza di foraminiferi dell'Eocene. Solitamente i depositi rocciosi vanno, in sequenza cronologica, dal basso Eocene al Cenomaniano-Turoniano, ma sono spesso interrotte da detriti di altre epoche e diverse composizioni. Lungo i punti di faglia le interazioni tra i vari strati sono maggiori. Cavità e depressioni nei più antichi strati geologici, specialmente quelli di calcari con rudiste, sono stati colmati durante il Paleogene da calcari foraminiferi e da materiale di bauxite e bauxite-limonite che appaiono come piccole forme lenticolari. In diverse parti dell'isola sono state trovate rocce con tracce di macrofauna e microfauna.
Ulbo è un'isola bassa e abbastanza uniforme. La striscia di terra che va da porto Ulbo a valle Slatinizza è una zona bassa e il punto d'unione tra il nord e il sud dell'isola. Nella parte settentrionale il punto più alto raggiunge appena i 34,4 m s.l.m poco a sud di punta Garmina. A sud si innalza invece il già citato monte Calla (Kalac) e alcune alture che superano i 50 m.

#### Pedologia
Il substrato carbonatico ha dato vita a diverse forme carsiche. Su Ulbo non ci sono grandi aree coltivabili; in superficie si trovano molte valli, doline carsiche, valli asciutte e strutture locali tra le quali la draga (vallata di origine erosiva che può aprirsi lungo la costa e proseguire in mare), la dolac (piccola valle spesso usata per scopi agricoli), le tezi (aree ottenute ripulendo la superficie dal terreno non fertile), le pristanci e le kusi.
Il suolo dominante è la terra rossa, artificialmente arricchita con letame e humus proveniente dalla base dei boschi di leccio.

### Idrografia
A causa dei processi e delle strutture carsiche che caratterizzano l'isola, su Ulbo non ci sono significative superfici d'acqua dolce, seppur siano presenti numerose piccole pozze, polle e pozzi artificiali. Nel villaggio di Ulbo ci sono due pozzi chiamati Studenac e uno più piccolo chiamato Studenčić, ma le loro acque hanno valori di ioni cloruro (Cl−) compresi tra i 200 mg/l ai 400 mg/l e quindi non sono potabili.

Presso l'insenatura di Draga, all'estremità settentrionale dell'isola, si trova il ruscello temporaneo chiamato Vodotok, che si getta in una grande pozza d'acqua. Questa e altre piccole e grandi pozze sono gli unici specchi d'acqua dolce sull'isola, usate in passato per irrigare i campi o per abbeverare il bestiame, ma oggi completamente prosciugate o coperte di vegetazione.

Vicino alle insenature di Šibenska uvala nel nordest e di Žali nel sudest si trovano due piccole sorgenti di acqua salmastra.

### Clima
Il clima è quello tipico delle isole della regione zaratina (un clima mediterraneo chiamato talvolta "clima dell'olivo"): inverni miti e piovosi ed estati calde e secche che vanno ad influenzare direttamente il tipo di vegetazione. Vista l'assenza di una stazione meteorologica locale, le caratteristiche climatiche di Ulbo sono state analizzate in base ai dati registrati dalle stazioni vicine. L'insolazione è elevata, in media intorno alle 2500 ore di sole annue, con un picco massimo di 350 ore nel mese di luglio e uno minimo di 105 nel mese di dicembre. Le temperature rispecchiano quelle delle isole e delle città vicine, con medie annue di circa 15 °C; la calura estiva è spesso mitigata da venti di maestrale. Le precipitazioni medie annue sono di 934 mm con picchi di 132 mm a novembre e minimi di 36 mm a luglio.

### Flora e fauna
L'intera isola e l'aree sottomarine della zona nordorientale e centro-occidentale ricadono sotto due siti di importanza comunitaria.
La maggior parte dell'isola è coperta da vegetazione mediterranea e sudeuropea, dove predominano le piante della macchia, forma degradata delle originarie foreste di lecci. Si incontrano anche boschi di pino d'Aleppo, introdotti in passato lungo le coste e poi diffusisi in molte parti dell'isola. Ulbo ha una grande diversità fitocenotica con ben 33 associazioni di piante all'interno di 23 classi di vegetazione. Le fitocenosi più diffuse sono Quercetum ilicis adriaprovinciale e Myrto-Quercetum ilicis; sulle zone costiere rocciose si trova l'associazione endemica Crithmo maritimi-Saticetea, mentre nei substrati sabbiosi si trova la comunità Cakiletea maritimae.
Sull'isola crescono 430 differenti specie di piante, appartenenti a 273 generi distribuiti in 88 famiglie. Poaceae, Fabaceae e Asteraceae sono le famiglie maggiormente rappresentate mentre i generi più diffusi sono Trifolium (13 specie), Bromus (10) e Medicago (8).

9 specie sono endemiche di Ulbo: Asplenium hybridum (la scolopendria ibrida), Carduus nutans ssp. micropterus (il card ad ali strette, sinonimo di Carduus micropterus ssp. micropterus), Drypis spinosa ssp. jacquiniana, Iris illyrica (il giaggiolo illirico), Limonium cancellatum (il limonio reticolato), Lolium rigidum ssp. lepturoides (sinonimo di Lolium subulatum), Tanacetum cinerariifolium (il piretro della Dalmazia), Vincetoxicum hirundinaria ssp. adriaticum e Viola suavis ssp. adriatica.

Tra le specie protette, la gramigna delle spiagge è l'unica considerata "in pericolo critico" (CR) nella lista rossa IUCN nazionale (National Red List) croata; tre specie, la carice scirpina, la carice delle lagune e il papavero giallo, sono considerate "in pericolo" (EN); 9 sono invece "vulnerabili" (VU) e altre 9 sono "prossime alla minaccia" (NT). Nella lista rossa globale non ci sono specie direttamente minacciate, mentre nella lista rossa europea l'unica specie presente è l'elleborina minore (NT).
Oltre al leccio e al mirto, piante comuni sull'sola sono il corbezzolo, il ginepro rosso, il viburno tino, il lentisco, l'ilatro e l'Erica arborea. Vicino al villaggio crescono invece il cipresso, l'alloro, il rosmarino. Piante cespugliose della macchia e della gariga crescono spesso intrecciate tra loro rendendo difficile gli spostamenti a piedi. Tra esse ci sono il rovo, la salpariglia nostrana (detta anche stracciabraghe) e l'asparago.

Specie comuni e coltivate sono l'olivo, il fico e la vite, ma si trovano anche mandorli, melograni, gelsi bianchi, gelsi neri e bagolari. I giardini sono spesso coltivati ad agrumi, soprattutto aranci, limoni e mandarini.
Nelle acque limitrofe ci sono degli importanti letti di Posidonia oceanica.
Tra la fauna terrestre spicca la presenza di rettili come il cervone, uno dei più lunghi colubridi europei, il colubro leopardino e il colubro azzannatore.
Inoltre sono state registrate 20 specie di lepidotteri, una delle quali (Pseudophilotes vicrama) inserita nella lista rossa nazionale croata come "prossima alla minaccia" (NT).

### Isole adiacenti
- Moronigo (Morovnik), isolotto 2,26 km a nordovest di punta Sib.
- Scoglio Sib (Šip o Sip), isolotto situato 210 m a nordovest della punta omonima.
- Scoglio Lupo (hrid Kurjak), isolotto situato 890 m a ovest di Ulbo, a metà strada tra punta Sib e punta Abinja.
- Scoglio Fucin[6][23][67][68] o scoglio Fucj[7] (hrid Fučin), piccola roccia semisommersa situata nel nordest di Ulbo, poco al largo dell'insenatura di valle Fucinska. Ha un'area di 946 m²[8]. (44°24′29.5″N 14°48′55″E)

## Storia
Ulbo fu abitata già durante l'Età del Ferro dalla tribù illirca dei Liburni, del cui passaggio rimangono le rovine dei castellieri gradina Petrova e Zagradina, pietre tombali inesplorate (Garkova gomila), una serie di tumuli e altri reperti; lo stesso villaggio è stato costruito sulle rovine di un castelliere. L'insediamento è anticamente citato da Strabone come Aloip mentre l'isola è citata da Pseudo-Skilak, un geografo anonimo greco del IV secolo a.C., nel suo Periplus come Aloupsoi.

Il nome Allupum fu usato in epoca romana quando fu costruito il nuovo insediamento di Aloipljana, nei pressi dell'attuale porto di San Nicolò, dove sono stati rinvenuti numerosi oggetti di ceramica sia liburnici che romani. Con ogni probabilità, Costantino Porfirogenito si riferisce proprio a questo insediamento (eremokastron) nei suoi scritti, chiamandolo Aloip, Aluip o Aloep. Vicino all'insenatura di uvala Banjve si trovano i resti di una villa rustica del I secolo con dei bagni, e poco più a sud un cimitero con sepolture in semianfore del IV secolo. I resti di un'altra villa rustica, forse parte di un piccolo insediamento di pastori-pescatori liburno-romani del VI secolo, probabilmente già cristianizzati, si trova nella parte settentrionale dell'isola, nella zona chiamata Stivan (Sveti Ivan, ovvero San Giovanni) dove si trovano le rovine di una costruzione sacra.

I Croati colonizzarono Ulbo tra il VII e l'VIII secolo, mantenendo in gran parte i nomi dei romani. Nel 1456 arrivarono i profughi della zona di Verlicca (Cetinska krajina) scacciati dall'espansione ottomana, trovando un'isola poco abitata.

Tra l'inizio del XIV secolo fino alla fine del XVIII secolo, Ulbo si trovò sotto l'amministrazione della Repubblica di Venezia (appare nel catasto di Zara nel 1421 per ordine del doge Tommaso Mocenigo) che la diede più volte in affitto a nobili zaratini. Alla caduta di Venezia subì il destino della gran parte delle isole vicine e della regione zaratina passando sotto differenti amministrazioni per brevi periodi, iniziando con quella austro-ungarica, quindi quella francese e ancora quella austro-ungarica. Inserita nel patto di Londra come compenso territoriale per l'ingresso nella prima guerra mondiale del Regno d'Italia, fu invece assegnata (trattato di Rapallo del 1920), insieme alla maggior parte delle isole dalmate, all'appena creato Regno dei Serbi, Croati e Sloveni. Infine tornò alla Repubblica Jugoslava fino alla proclamazione di indipendenza della Croazia.

## Geografia antropica
Attualmente (censimento 2011) la popolazione di Ulbo è di 140 abitanti residenti nel centro omonimo, Ulbo (Olib), al centro dell'isola.

Nel corso dei secoli lo sviluppo demografico di Ulbo è stato un po' altalenante. Tra il 1527 e il 1900 Ulbo ha avuto un costante incremento della popolazione che ha visto l'isola passare da 444 abitanti a 1495. Nelle prime tre decadi del '900, seppur in leggero calo, il numero si è mantenuto sopra i 1 100 abitanti ma, dal secondo dopoguerra a oggi, Ulbo ha subito un forte spopolamento: gli abitanti sono passati dai 914 del 1948 ai 147 del 2001, una percentuale del -83,9%. Al censimento del 1991 erano stati conteggiati 714 abitanti, ma solo 168 erano effettivamente residenti sull'isola, gli altri 567 erano i residenti de iure che vivevano all'estero. 
Gli abitanti parlano il dialetto croato ciacavo.

### Infrastrutture e trasporti
A causa delle strade non asfaltate e strette, sull'isola i veicoli non possono circolare ma possono essere solamente parcheggiati. Il mezzo di trasporto più usato è il golf cart, introdotto dai rimpatriati americani.

Ulbo è dotato di un porto sulla costa occidentale dove attraccano traghetti e catamarani, mentre le imbarcazioni locali e quelle dei diportisti possono attraccare in alcune delle insenature dotate di moli, come valle Slatinizza, porto di San Nicolò o uvala Banve. Ci sono due linee di traghetti che servono Ulbo, una per soli passeggeri e l'altra anche per veicoli. Entrambe partono da Zara ma, mentre la linea per soli passeggeri è giornaliera, quella per veicoli serve 6 giorni su 7 tra giugno e settembre, e 4 giorni su 7 il resto dell'anno.

## Economia
Nel corso degli anni l'economia di Ulbo si è spostata notevolmente dal settore primario a quello terziario. Se nel 1971 il 78,7% degli abitanti si occupava principalmente di agricoltura, allevamento e pesca, e solo l'11% lavorava nel terziario, nel 1991 il settore primario era sceso al 31,4% mentre il terziario era arrivato al 48,6%. Nel '71 il 60% della popolazione lavorava in loco e coloro che si occupavano di agricoltura e pesca erano il 45%. Nel '91 invece, il 91,4% lavorava all'estero, mentre sull'isola erano rimasti solo un 2,6% nel settore del commercio e solo un 2,8% ad occuparsi di agricoltura e pesca.

Pur non sfruttando a pieno tutte le risorse, il turismo su Ulbo ha sempre avuto uno sviluppo positivo. Se non si considerano gli anni della guerra d'indipendenza croata (1991-1996), per i quali non si hanno dati certi, i turisti registrati sono stati oltre 1000 (spesso oltre i 2000) dal 1981 al 2001 (escluso il 1990, con soli 439 turisti).

## Monumenti e luoghi d'interesse

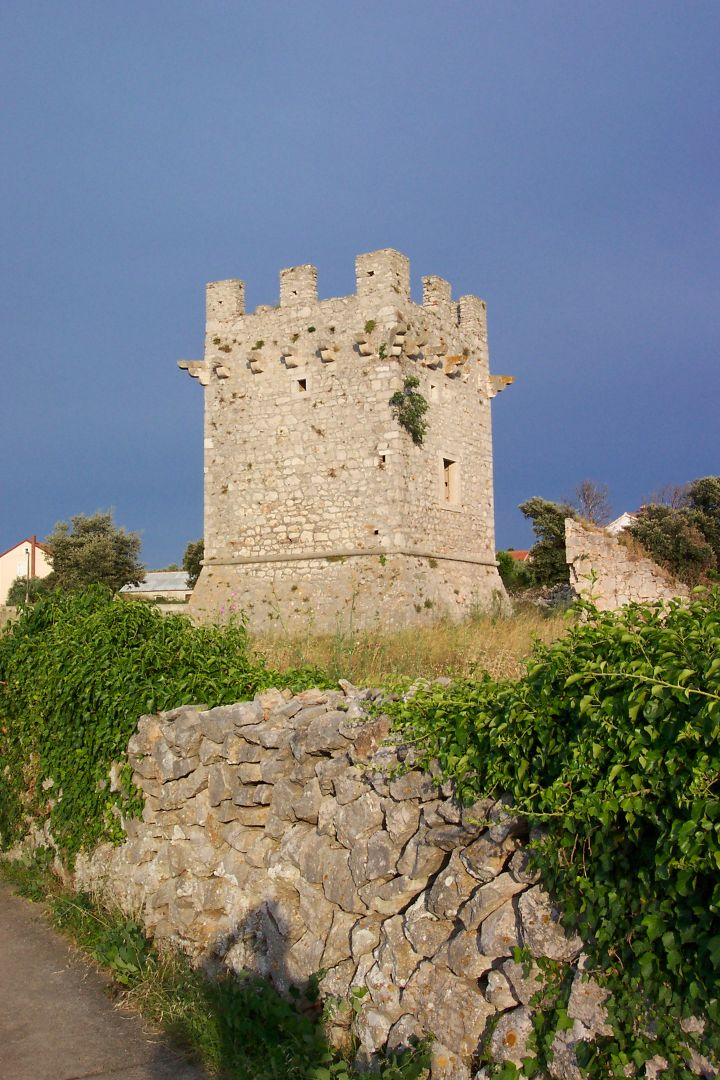
Il Kaštel di Ulbo

Sull'isola si può osservare il cosiddetto Kaštel, una torre d'osservazione a base quadra, costruita nel XVI secolo per la difesa contro i pirati turchi.
Il piccolo villaggio e i suoi dintorni ospitano quattro chiese. La più antica è la parrocchia di Santa Anastasia (Sveta Stošija), costruita nel 1632 e ristrutturata nel 1868, che si trova nella parte settentrionale del villaggio e conserva una collezione di codici glagolitici e patrimoni etnografici.
La nuova parrocchia dell'Assunzione della Beata Vergine Maria (Uznesenja Blažena Djevica Marija) fu costruita nel 1899 e si trova al centro del villaggio. La chiesa di San Rocco (Sveti Rok), costruita nel 1881, si trova su un'altura lungo la strada che porta al porticciolo dell'insenatura di uvala Samotvorac, a est del villaggio. Infine, la chiesa di San Nicola (Sveti Nikola), del 1888, si trova nel sudovest dell'isola nei pressi dell'insenatura omonima.
Su Ulbo si possono anche visitare le rovine del primo monastero cristiano di Sant'Antonio abate (Sveti Antun opat), a sudovest nelle vicinanze di uvala Banve, e quelle della chiesa di San Giovanni (Sveti Ivan) al centro della parte settentrionale (chiamata appunto Stivan).
Attrazione naturale è infine la dolina Cukrov dolac, circondata da massicci muri a secco e con numerose scalinate, che funge da anfiteatro.

### Cartografia
- (HR) Mappa topografica della Croazia 1:25000, su preglednik.arkod.hr.
- Carta di cabottaggio del mare Adriatico, foglio V, Milano, Istituto geografico militare, 1822-1824. URL consultato il 24 maggio 2017 (archiviato dall'url originale il 23 agosto 2021).
- G. Giani, Carta prospettiva delle Comuni censuarie della Dalmazia, foglio 2, 1839. Fondo Miscellanea cartografica catastale, Archivio di Stato di Trieste.